# Casa al carrer Mas Ros, 6 (Caldes de Malavella)
L'edifici situat al carrer Mas Ros, 6 és una casa del municipi de Caldes de Malavella (Selva) inclosa en l'Inventari del Patrimoni Arquitectònic de Catalunya. És una casa situada al nucli urbà, davant de l'església de St. Esteve de Caldes.

## Descripció
Té dues plantes amb façana arrebossada pintada de color granatós. Una motllura diferencia els dos pisos d'altura. Té un total de vuit obertures: tres finestres i una porta a la planta baixa i dues finestres i dues portes amb balcó al pis superior, totes les obertures amb guardapols. A sobre del pis una altra motllura i gelosies. L'edifici està rematat amb una cornisa decorada amb cinc copes de pedra ornamentades amb motius florals.